# Warren G
Warren G, de son vrai nom Warren Griffin III (né le 10 novembre 1970 à Long Beach, en Californie), est un rappeur, chanteur, producteur et acteur américain. Demi-frère de Dr. Dre et ancien membre du groupe 213, avec Snoop Dogg et Nate Dogg, il publie son premier album solo, Regulate... G Funk Era (1994), qui s'est classé 1er au Top R&B/Hip-Hop Albums, et 2e au Billboard 200, et a été certifié triple disque de platine par la Recording Industry Association of America (RIAA) le 1er août 1995.

## Biographie

### Jeunesse et débuts
Warren G est né le 10 novembre 1970 à Long Beach, dans la banlieue de Los Angeles, en Californie. Il est le frère d'adoption de Andre « Dr. Dre » Romelle Young (le père de Warren épouse la mère de Dr. Dre, Verna Lang). Jeune, il écoute la collection musicale de ses parents, composée de jazz, de soul et de funk.
En 1990, il forme le groupe 213 — en référence à l'ancien indicatif téléphonique de Long Beach — avec Snoop Doggy Dogg et Nate Dogg.Tous trois réalisent quelques titres. Il fait écouter une mixtape du groupe à son demi-frère, Dr Dre, lors d'une fête organisée par le producteur à succès, qui est impressionné par le débit de Snoop Doggy Dogg et la voix de Nate Dogg. Dr Dre fait immédiatement signer Snoop Dogg et Nate Dogg sur son label et celui de Suge Knight, Death Row Records. Warren G travaille sur certains sons de Death Row, notamment sur Doggystyle, le premier album studio de Snoop. Il choisit cependant le label new-yorkais Def Jam. Ainsi, 213 se sépare et ne se reformera qu'en 2004, pour l'album The Hard Way, mais d'autres reformations du groupe avaient déjà vu le jour sur les albums solo des uns et des autres.

### Carrière solo
En 1994, Warren publie son premier album solo, Regulate... G Funk Era, dont le single, Regulate, en featuring avec Nate Dogg, est aussi présent sur la bande originale du film Above the Rim. Avec ses teintes de G-funk, l'album devient certifié multi-disque de platine. Le titre So Many Ways, quant à lui apparaît sur la bande originale du film Bad Boys. Il lance ensuite le label G-Funk Entertainement, avec, comme artistes, The Dove Shack et The Twinz.
En 1997, Warren G publie son deuxième album Take a Look Over Your Shoulder, sur le label Def Jam. Il contient les tubes Smokin' Me Out (en duo avec Ron Isley), What's Love Got to Do With (avec Adina Howard ; présent sur la bande originale du film Police Story 3: Supercop) et une reprise de I Shot the Sheriff de Bob Marley. Ce titre, sorti en single, est certifié disque d'or, tandis que l'album se classe 11e du Billboard 200, et certifié disque de platine. La même année, Warren G participe à l'album-concept The Rapsody Overture où il interprète Prince Igor, premier single de l'album, en duo avec la chanteuse d'opéra norvégienne Sissel. Il quitte ensuite le label de Russel Simmons pour Restless Records sur lequel il publie I Want It All en 1999. Son single homonyme avec Mack 10, qui reprend des samples de I Like It des DeBarge, est teinté de jazz et de rock et devient disque d'or.
En 2001, l'album The Return of the Regulator sort sur Universal Records, mais ne se vend qu'à peu d'exemplaires, malgré des collaborations prestigieuses : George Clinton, Nate Dogg, Snoop Dogg, WC, Mista Grimm ou encire Soopafly. Il contient le single Lookin' at You (featuring Ms. Toi) produit par Dr. Dre.
Nate Dogg, Snoop Dogg et Warren G reforment ensuite le groupe 213 et publient en 2004 l'album The Hard Way. Le single Groupie Luv est certifié disque d'or. En parallèle, Warren G participe au jeu vidéo Def Jam: Fight for NY, publié en 2004.
Fin 2005, Warren G publie son cinquième opus In the Mid-Nite Hour, avec des titres qui renouent avec le style G-funk de ses débuts. The G-Files est publié en 2009, avec pour single Crush avec Ray J. En parallèle, Warren G produit des artistes de Los Angeles et notamment un duo de Long Beach, The Twinz pour leur album Conversation ou encore The Dove Shack et Foesum.
Entre juin et septembre 2013, Warren G participe à la tournée West Coast Fest.
Le 13 juillet 2015, Warren G publie le premier single My House de son EP à venir, Regulate.. G Funk Era, Pt. II. En août 2015, il publie l'EP Regulate... G Funk Era, Pt. II, qui fait suite à son premier album à succès. Il contient des couplets inédits de son ami Nate Dogg, décédé quatre ans plus tôt. Toujours en 2015, il est incarné par Sheldon A. Smith dans le film biographique sur N.W.A réalisé par F. Gary Gray, NWA: Straight Outta Compton (Straight Outta Compton).

## Discographie

### Albums studio
- 1994 : Regulate... G Funk Era
- 1997 : Take a Look Over Your Shoulder
- 1999 : I Want It All
- 2001 : The Return of the Regulator
- 2005 : In the Mid-Nite Hour
- 2009 : The G-Files

### EP
- 2015 : Regulate... G Funk Era, Pt. II

## Filmographie
- 1999 : Speedway Junky de Nickolas Perry : Brentley Shaw
- 2000 : Little Richard (TV) de Robert Townsend : un musicien en studio
- 2003 : Retour à la fac (Old School) de Todd Phillips : lui-même
- 2005 : All of Us (série TV) - Saison 2, épisode 13 : un officier
- 2008 : NBA '09: The Inside (jeu vidéo) : Talent Scout « Banks »